# Йорданка
Йорданка:
- Йорданка Илова
- Йорданка Христова
- Йорданка Кузманова (актриса)
- Йорданка Фандъкова
- Йорданка Чанкова
- Йорданка Донкова
- Йорданка Благоева
- Йорданка Белева
- Йорданка Бончева
- Йорданка Стефанова
- Йорданка Стоянова
- Йорданка Илиева
- Йорданка Филаретова
- Юрданка Пукавичарова